# Vilanna
Vilanna – miejscowość w Hiszpanii, w Katalonii, w prowincji Girona, w comarce Gironès, w gminie Bescanó.
Według danych INE z 2023 roku miejscowość zamieszkiwało 715 osób.